# Wojna syjamsko-kambodżańska (1831–1834)
Wojna syjamsko-kambodżańska 1831–1834 - ostatni konflikt zbrojny pomiędzy oboma zwaśnionymi państwami.
W XVII w. Wietnam poparł rządzących w Kambodży Khmerów w walce z Syjamem. Do końca XVIII w. zatarg syjamsko-wietnamski przerodził się w otwarty konflikt o panowanie w Kambodży. Na krótko przed wybuchem rebelii w latach 1811–1812 władca kambodżański Ang Chan II zmuszony był płacić obu sąsiadom trybut. W kraju rozpoczęła się walka o władzę. Jeden z pretendentów zwrócił się z prośbą o pomoc do władcy Syjamu króla Ramy II, który pozbawił Ang Chana tronu. Z pomocą Wietnamu Ang Chan II odzyskał wkrótce tron, musiał jednak uznać się wasalem swojego sąsiada.
W roku 1831 króla Rama III podjął decyzję o przywróceniu władzy syjamskiej w Kambodży, rozpoczynając przygotowania do inwazji. Wojsko syjamskie uderzyło z kierunku północnego, kierując się na południe. W bitwie stoczonej w roku 1832 pod Kompong Chan, siły Ang Chana II zostały rozbite a on sam ratował się ucieczką do Wietnamu. W pogoni za siłami kambodżańskimi Syjamczycy zapędzili się aż na ziemie południowego Wietnamu, zajmując miasta Châu Đốc oraz Vĩnh Long, które zostały wkrótce odbite przez armię wietnamską. Po tych porażkach siły Ramy III rozpoczęły odwrót. W międzyczasie doszło do wybuchu powstania przeciwko syjamskiej władzy w Kambodży i wschodnim Laosie. Wietnam wykorzystując osłabienie Syjamu wysłał do Kambodży armię w sile 15 000 żołnierzy, która ponownie osadziła na tronie Ang Chana II, wypierając wojska syjamskie z Kambodży.